# Kimitoöns Musikfestspel

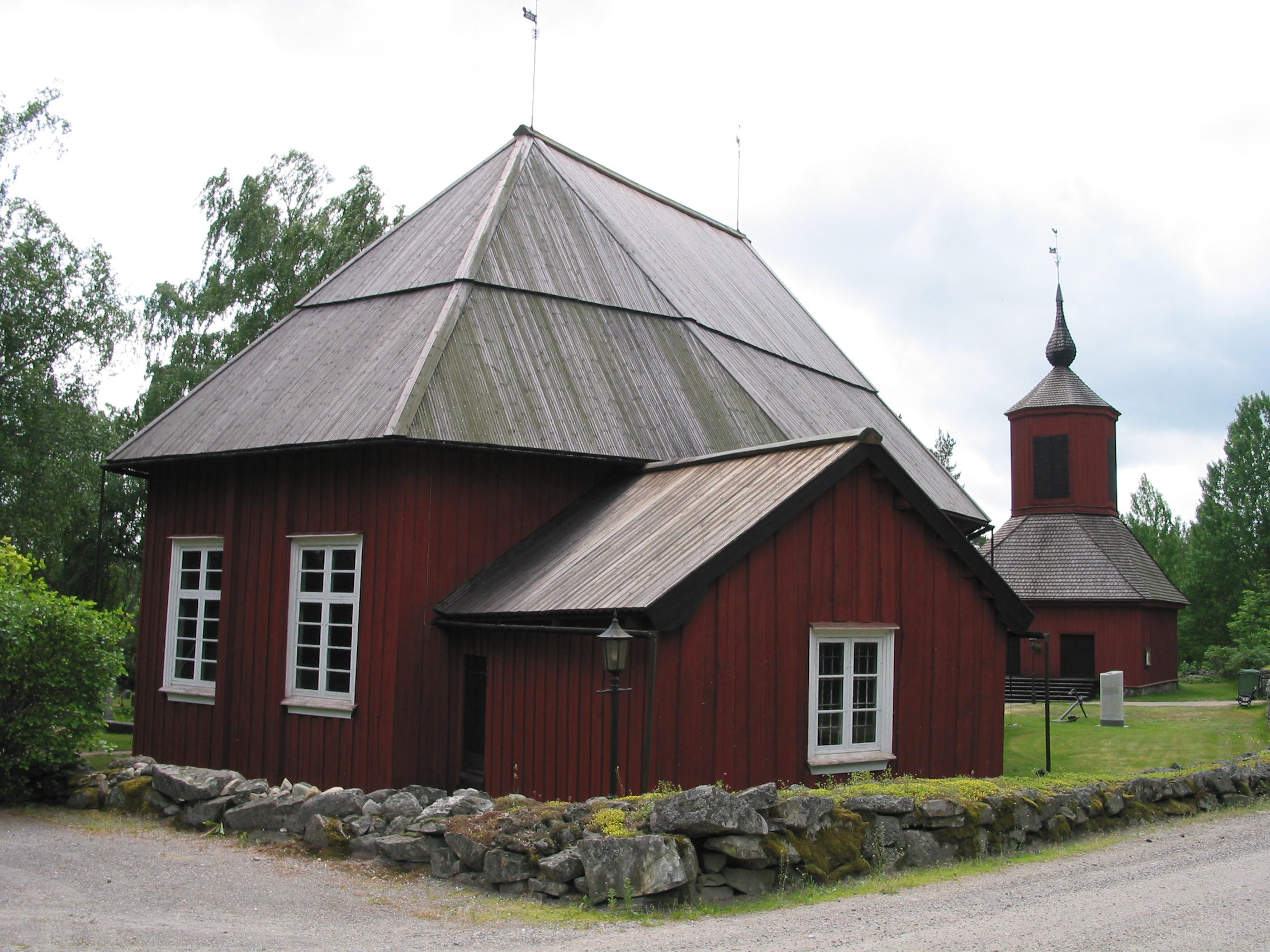
Västanfjärds gamla kyrka.

Kimitoöns Musikfestspel är en kammarmusikfestival, som arrangeras årligen i medlet av juli i Finlands sydvästra skärgård. Festivalen grundades av pianisten Martti Rautio och violinisten Katinka Korkeala år 1999. Katinka är fortfarande konstnärlig ledare tillsammans med sin tvillingsyster, violinisten Sonja Korkeala, sedan år 2008. Från år 2009 är Jukka Mäkelä festivalens verksamhetsledare.
Kimitoöns Musikfestspel beställer varje år ett nytt verk av någon finländsk kompositör. Hittills har man uruppfört verk av bl.a. Kalevi Aho, Jouni Kaipainen, Einojuhani Rautavaara och Aulis Sallinen.
Konserterna hålls i kyrkor, herrgårdar och lokala restauranger. Värdplatser är anrika Sandö gård i Kimito, och mecenaten Amos Andersons Söderlångvik gård i Dragsfjärd samt Westers Trädgård och Labbnäs Semesterhem.
De medeltida kyrkorna i Kimito och Sagu samt skärgårdskyrkorna i Dragsfjärd, Hitis, Karuna och kyrkorna - både gamla och nya - i Västanfjärd är utmärkta konsertmiljöer liksom även konstmuseet Salon Veturitalli i Salo.
Kimitoöns Musikfestspel ingår som medlem i Finland Festivals.